# Karel Svoboda (generál)
Karel Svoboda (2. září 1897 Beroun – 30. listopadu 1985 Praha) byl československý legionář, příslušník československé armády v zahraničí v období druhé světové války a generál.

## Život

### Před první světovou válkou
Karel Svoboda se narodil 2. září 1897 v Berouně v rodině Františka Svobody a Anny, rozené Křížové. Mezi lety 1910 a 1915 vystudoval Vyšší reálné gymnázium v rodném městě.

### První světová válka
Karel Svoboda byl v polovině října 1915 odveden do c. a k. armády k pěšímu pluku č. 88 do Budapešti. Odtud byl v březnu 1916 na pozici velitele družstva odeslán na ruskou frontu, kde byl v říjnu téhož roku raněn. V červnu 1917 byl jako zástupce velitele roty převelen na frontu italskou, kde v srpnu téhož roku padl u Medeazzy v hodnosti praporčíka do zajetí. Dne 24. března 1918 se přihlásil do Československých legií. Koncem roku 1918 se vrátil v hodnosti poručíka do Československa.

### Mezi světovými válkami
Do poloviny dubna 1919 bojoval Karel Svoboda v Maďarsko-československé válce na pozici velitele čety a velitele úseku Biskupice - Levice, během bojů byl raněn. Po rekonvalescenci v Berouně zastával posty velitelů posádek v České Skalici a Chebu. Mezi srpnem 1921 a říjnem 1923 sloužil u dělostřeleckého pluku 8 v Hradci u Opavy, poté působil v Olomouci a následně v Litoměřicích ve škole pro výcvik důstojníků dělostřelectva v záloze. V březnu 1929 se stal pedagogem ve střelecké škole, tuto profesi vykonával do poloviny roku 1933. Poté byl ustanoven referentem organizační skupiny 1. oddělení generálního štábu u Ministerstva národní obrany, v listopadu 1937 pak důstojníkem generálního inspektorátu branné moci. Během Všeobecné mobilizace na podzim 1938 zastával post předsedy muniční skupiny hlavního velitelství dělostřelectva. Dosáhl hodnosti majora.

### Druhá světová válka
Po německé okupaci v březnu 1939 a zrušení Československé armády se Karel Svoboda spolupodílel na likvidaci generálního inspektorátu Ministerstva národní obrany, poté byl zaměstnán jako vrchní tajemník u Nejvyššího úřadu cenového v Praze. Dne 14. dubna 1940 ilegálně opustil Protektorát Čechy a Morava a přes Slovensko, Budapešť a Záhřeb se dostal do Bělehradu, kde byl prezentován u Československé armády v zahraničí. Byl ustanoven velitelem transportu dalších vojáků, se kterým 6. května 1940 dorazil do Marseille. V Agde, kde se formovala československá zahraniční jednotka, byl na vlastní žádost přeložen do výslužby, ale po přesunu do Spojeného království byl opět aktivován a přiřazen k velitelství dělostřeleckého pluku 1 1. československé smíšené brigády. Po krátké epizodě velitele baterie kanónů proti útočné vozbě byl k 1. lednu 1941 přeřazen k Náhradnímu tělesu v Royal Leamington Spa a v březnu téhož roku do Londýna na post zástupce československého vojenského atašé u britské vlády. Dne 1. prosince 1943 byl ustanoven velitelem Československé vojenské mise v Itálii, kde v Bari působil až do konce druhé světové války. Dosáhl hodnosti plukovníka.

### Po druhé světové válce
Do Československa se Karel Svoboda vrátil na Vánoce 1945 a v lednu 1946 byl ustanoven na funkci velitele 1. dělostřelecké brigády. V témže roce byl povýšen do hodnosti brigádního generála. Od dubna 1947 působil jako zatímní velitel 22. dělostřelecké brigády v Žilině a v srpnu 1948 velitelem dělostřelectva 1. sboru v Litoměřicích. V roce 1949 byl přeložen do zálohy. Zemřel 30. listopadu 1985 v Praze.

## Vyznamenání
- 1919 Československý válečný kříž 1914–1918
- Československá revoluční medaile
- Československá medaile Vítězství
- Italská revoluční pamětní medaile
- Válečný záslužný kříž (Itálie)
- Medaglia de la Fatiche di Guerra
- 1944 Československá medaile za zásluhy I. stupně
- Pamětní medaile československé armády v zahraničí
- Československá medaile Za chrabrost před nepřítelem
- 1946 Medaile Svobody (USA) s bronzovou palmou